# Isla Santa Inés
La isla Santa Inés forma parte del archipiélago de Tierra del Fuego ubicado en la región austral de Chile. Pertenece al sector que para su estudio se ha denominado como de las islas del NO.
Administrativamente pertenece a la Región de Magallanes y Antártica Chilena, provincia de Magallanes, comuna de Punta Arenas. Está dentro de los deslindes de la Reserva Nacional Alacalufes.
Desde hace aproximadamente 6000 años sus costas fueron habitadas por el pueblo kawésqar. A comienzos del siglo XIX este pueblo había sido prácticamente extinguido por la acción del hombre blanco.

## Historia
Debido a su carácter montañoso y accidentado y a la carencia de recursos, la isla ha estado deshabitada y solo de vez en cuando sus costas eran recorrida por miembros del pueblo kawesqar, pueblo que a mediados del siglo XIX había prácticamente desaparecido por la acción del hombre blanco. Los nativos de esta parte eran considerados por los loberos como los más maliciosos que cualquier otros en el Estrecho o en la Tierra del Fuego.
En esta isla tocó por primera vez Sarmiento al entrar en el estrecho de Magallanes en 1579 y la denominó Santa Inés, posteriormente Narborough en 1670 la llamó Tierra austral de Desolación por su aspecto de soledad y aridez.
En abril de 1828 el comandante Parker King con el Adelaide recorrió las costas de las islas Santa Inés y Clarence que bañan las aguas del estrecho de Magallanes. También inspeccionó el canal Bárbara que las separa.
En mayo de 1828 el teniente Graves con el Adelaide completó el levantamiento del canal Bárbara.
En junio de 1829 el comandante Fitzroy en una embarcación del HMS Beagle efectuó el reconocimiento de los senos De las Nieves y Ballena y de la bahía Choiseul que se internan en la costa norte de la isla.
En enero de 1830 el comandante Fitzroy con el Beagle inspeccionó varias bahías entre el cabo Inman y las islas Fincham continuando luego con la costa este de la isla Santa Inés, seno Profundo y bahía Breaker.
Forma parte de la Reserva Nacional Alacalufes dependiente de la Corporación Nacional Forestal y  también pertenece al Parque Marino Francisco Coloane.

## Geografía
La isla Santa Inés se encuentra entre las islas del NO del archipiélago de Tierra del Fuego. Está situada al SE de la isla Desolación separada de esta por el canal Abra. Es la mayor de un grupo que conforman varias islas grandes y pequeñas, tales como el grupo Rice Trevor, el grupo Grafton y las islas William, Guardiamarina Zañartu y Guardián Brito como también  numerosos islotes y rocas. Su latitud y longitud media son: 53° 44' 25" S y 73° 02' 59" W
Tiene 53 millas de largo por 39 millas de mayor ancho. Por su lado norte corren el canal Abra y el estrecho de Magallanes y por el este los canales Bárbara y González. Sus costas oeste y sur están abiertas al océano Pacífico.
En su costa norte, bañada por las aguas del estrecho de Magallanes, se encuentran algunos puertos, bahías y profundos senos que se internan en la isla: de oeste a este podemos nombrar puerto March, seno Nevado, seno De las Nieves, seno Ballena, bahía Nash y bahía Choiseul.
Por su lado este, abiertas al canal Bárbara, de norte a sur se encuentran ensenada Smyth, caleta Earle, caleta Dighton, seno Helado, bahía Field y caleta Dinner entre otros.
La costa occidental se dirige aproximadamente unas 40 millas en dirección SE. Esta costa es recortada por profundos senos y está rodeada por numerosas islas y rocas. Es completamente abierta a los vientos dominantes del 3° y 4° cuadrante. No hay buenos fondeaderos.
En el centro de la isla existe un gran ventisquero cuya cumbre, la más alta de la isla, mide 1341 metros. En su parte NO se encuentra el cerro Wharton de 1317 metros de alto.

### Clima
En el sector de la isla reina casi permanentemente el mal tiempo, cae copiosa lluvia y el cielo está nublado. El clima se considera de carácter marítimo, con temperaturas parejas durante todo el año. El viento predominante es del oeste y sopla casi en forma continua y sin interrupción. Se puede decir que el régimen permanente es de mal tiempo bajo todas sus formas.

### Flora y fauna
Hay calafates, fucsias y arbutus.
Entre las aves hay cormoranes,  pájaros carpinteros, martines pescador, chochas y colibríes.
En sus costas se observan lobos de mar, nutrias, delfines y ballenas. En las aguas que la rodean hay camarones rojos, alimento principal de las ballenas.

## Geología
La isla constituye la continuación del extremo sur de América. Las montañas pertenecen al sistema andino, generalmente son de cumbres redondeadas coronadas de nieve. El verdor que se observa en las montañas consiste principalmente de musgo o de una vegetación raquítica que cubre un suelo blando y pantanoso.
La roca es principalmente jade, acompañada por considerables masas de granito.

## Hidrografía
En el centro de la isla se encuentra el Campo de hielo Santa Inés, que reúne 24 glaciares que cubren alrededor de 168 km².